# Heinrich Strecker (Komponist)
Heinrich Josef Strecker (* 24. Februar 1893 in Wien; † 28. Juni 1981 in Baden bei Wien) war ein österreichischer Komponist von Operetten und Wienerliedern.

## Leben

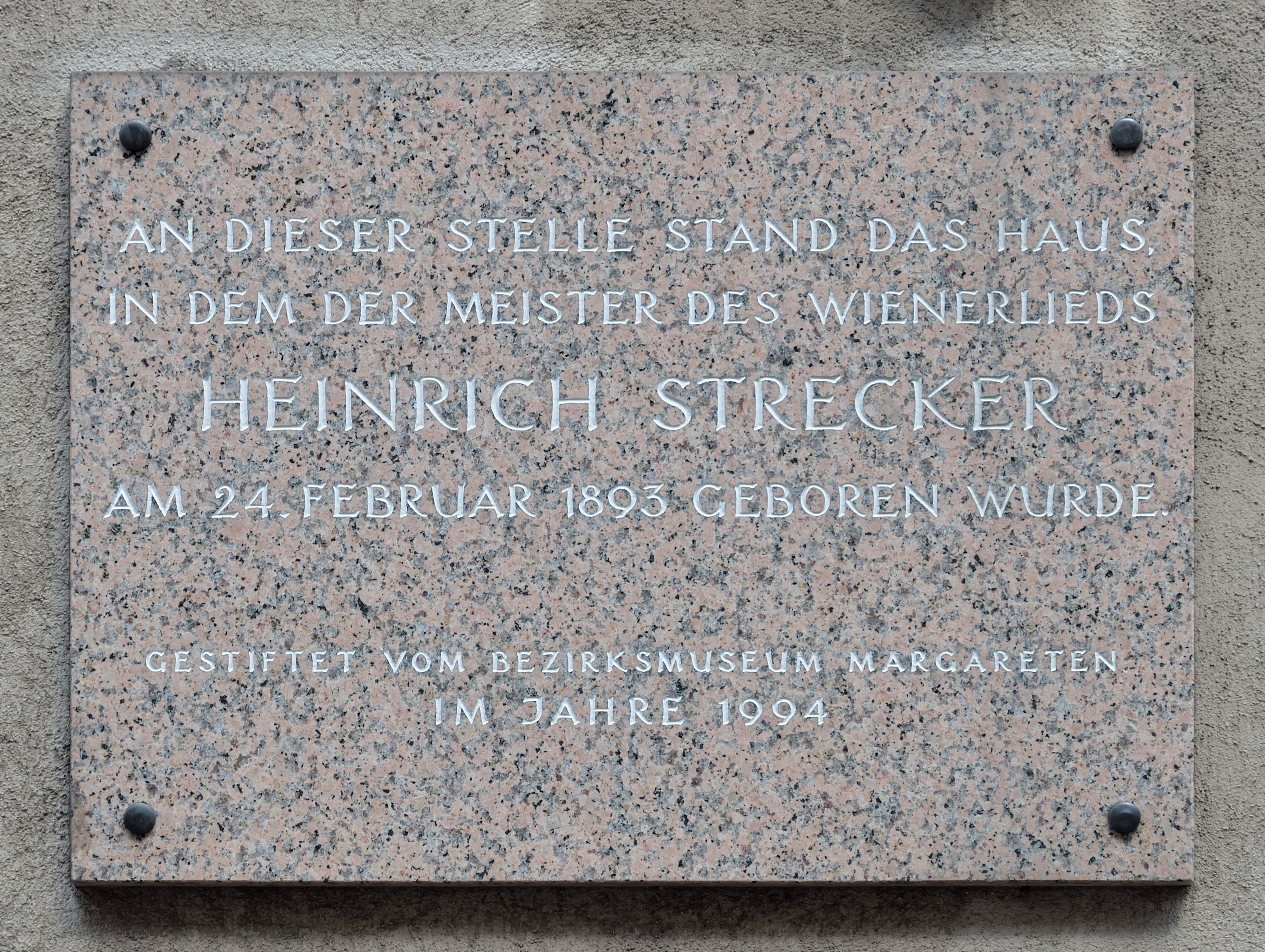
Gedenktafel an der Stelle des ehemaligen Geburtshauses in der Anzengrubergasse 10 in Wien-Margareten

Heinrich Strecker war der Sohn des aus Laibach stammenden Heinrich Georg Strecker, Schneidermeister in Wien-Margareten, und dessen aus Wien gebürtigen Ehefrau Theresia. Ab dem sechsten Lebensjahr wuchs Strecker bei seiner Großmutter in Wien auf, von wo er nach deren Tod zu seinem Vater nach Aachen zog, der dort eine Stellung als Schneidermeister gefunden hatte. Strecker senior schickte seinen Sohn 1903 nach Theux (Belgien) in das Internat des Lazaristenordens, wo er sieben Jahre zur Schule ging. Dort wurde auch seine Begabung für Musik erkannt und sein Interesse dafür geweckt. Am Ende seiner Schulzeit beherrschte Strecker zwölf Instrumente.
Nach eigenem Bekunden war die Violine sein Lieblingsinstrument, für das er auch die Meisterklasse absolvierte. 1907 konnte Strecker mit seiner ersten Komposition, einem Violinkonzert in A-Dur, debütieren. Dieses Stück durfte er noch im selben Jahr dem belgischen König Leopold II. vortragen, wofür er ausgezeichnet wurde.
1910 kehrte Strecker nach Wien zurück und begann nach der Externisten-Matura in Wels ein Jurastudium an der Universität Wien. Der Ausbruch des Ersten Weltkriegs unterbrach Streckers Studium. Danach widmete sich Strecker ausschließlich der Musik; er studierte zwei Jahre bei Camillo Horn und komponierte zunächst klassische Werke.
Über Auftragsarbeiten, wie Tanz- und Filmmusik, kam er aber schon bald zu den Wienerliedern. Für diese Art von Volksliedern wurde er bekannt; ebenso für seine Singspiele. Dabei arbeitete er häufig mit Fritz Löhner-Beda, F. Gerold, Alfred Steinberg-Frank, Joe Gribitz und Bruno Hardt-Warden zusammen, welche ihm die Liedtexte und die Libretti lieferten.
Am 20. Jänner 1932 erfolgte die Uraufführung seiner Operette Mädel aus Wien am Wiener Bürgertheater. Sein Singspiel Ännchen von Tharau, das Strecker zusammen mit Bruno Hardt-Warden geschaffen hatte, wurde am 21. September 1933 in Breslau uraufgeführt. Auch das Lied Drunt’ in der Lobau… entstammt seiner Feder.
Strecker trat am 1. Februar 1933 der NSDAP bei (Mitgliedsnummer 1.389.862), er war 1934 Gauobmann und Landeskulturleiter der im Austrofaschismus verbotenen Partei und der Nationalsozialistischen Kulturgemeinde Österreichs. In dieser Funktion wurde er 1936 kurzfristig inhaftiert. Seine Operette Der ewige Walzer kam am 5. Februar 1938 im Staatstheater Bremen zur Uraufführung. Erst nach dem „Anschluss“ Österreichs an das Deutsche Reich erfolgte am 18. Mai 1938 die österreichische Erstaufführung der Operette an der Wiener Volksoper.
Nach dem „Anschluss“ Österreichs 1938 komponierte Strecker ein Lied mit Klavierbegleitung Deutsch-Österreich ist frei! und das Lied für Chor und Orchester Wach auf, deutsche Wachau! Im selben Jahr wurde er Vizepräsident der österreichischen Urheberrechtsgesellschaft AKM. Zu dem von ihm im Jahr 1926 gegründeten Wiener Excelsior-Verlag und den Wiener Bühnenverlag konnte er sich nach 1938 auch noch die Musikverlage Edition Bristol (1941), Sirius und Europaton durch „Arisierung“ aneignen.

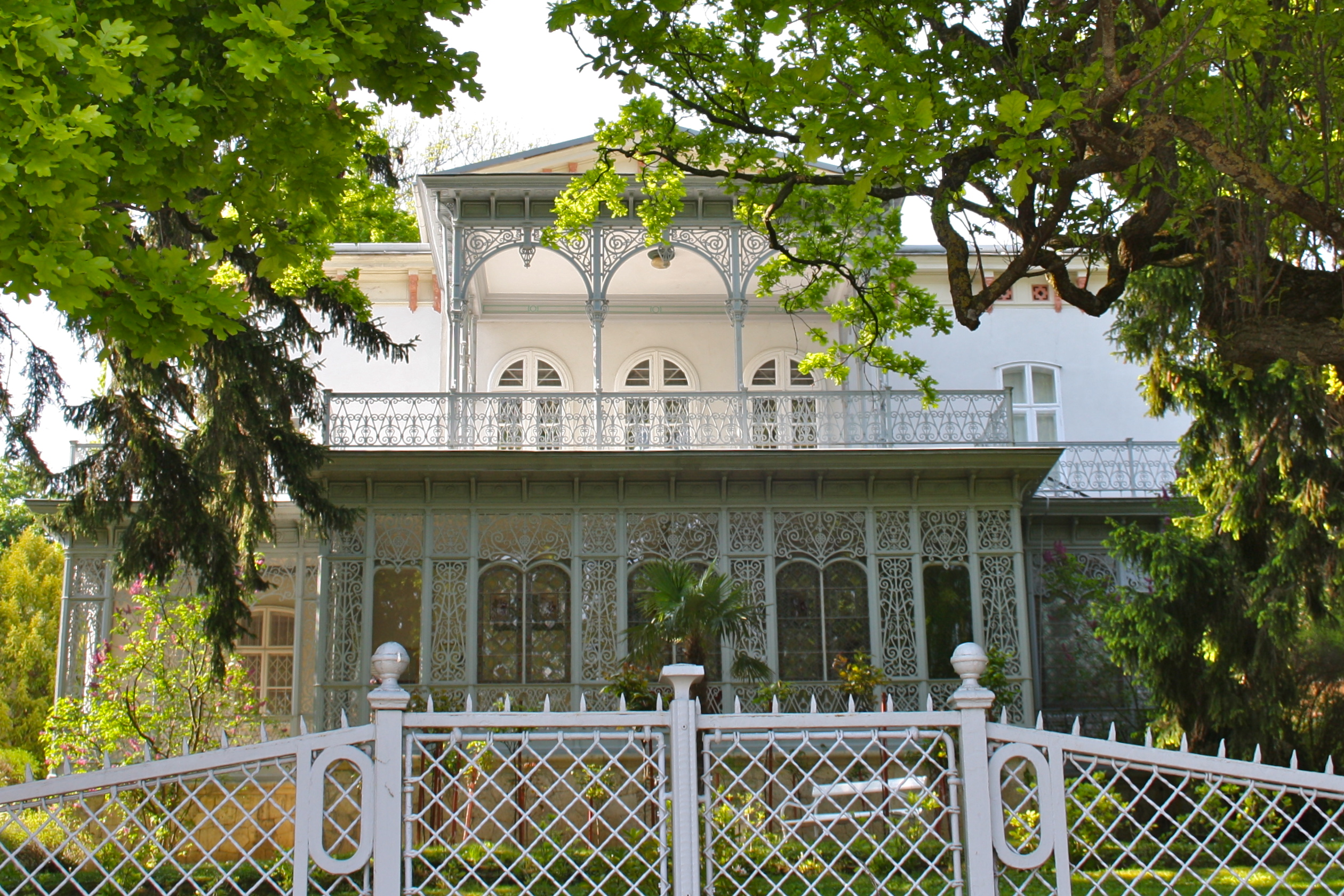
Villa Strecker in Baden

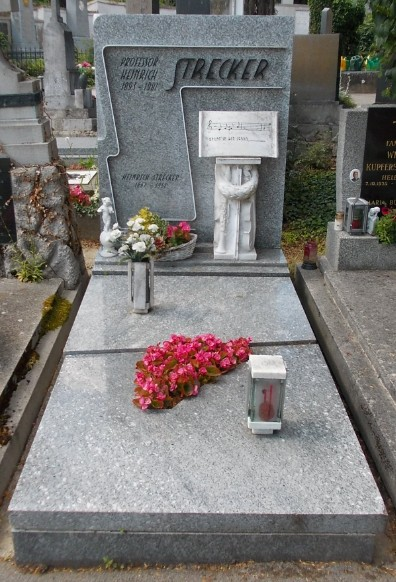
Grabstätte von Heinrich Strecker

Heinrich Strecker lebte ab 1940 in Baden (mit Ausnahme der unmittelbaren Nachkriegszeit) und besaß seit 5. September 1942 in der Marchetstraße 76 eine 1846 erbaute Villa, in der heute (2014) die Heinrich-Strecker-Gesellschaft sowie der Musikverlag Heinrich Strecker, Notenantiquariat ihren Sitz haben. Streckers dritte Ehe, mit (der 45 Jahre jüngeren) Erika Eszler, Tochter eines Badener Schuhmachers, ging auf die Bekanntschaft im Jahr 1956 zurück und konnte wegen Streckers laufendem Scheidungsverfahren erst 1978 legitimiert werden. Die Witwe veranstaltet im Park der Villa Strecker jährlich ein an ihren Ehemann erinnerndes Konzert.
Eine der letzten Würdigungen Streckers durch die Stadt Baden war die Einrichtung eines in das Kaiser-Franz-Josef-Museum (Hochstraße 51) integrierten Heinrich-Strecker-Stüberls, das unter diesem Namen bis März 2013 Bestand hatte.
Heinrich Streckers Grabstätte befindet sich auf dem Helenenfriedhof in Baden.

## Werke

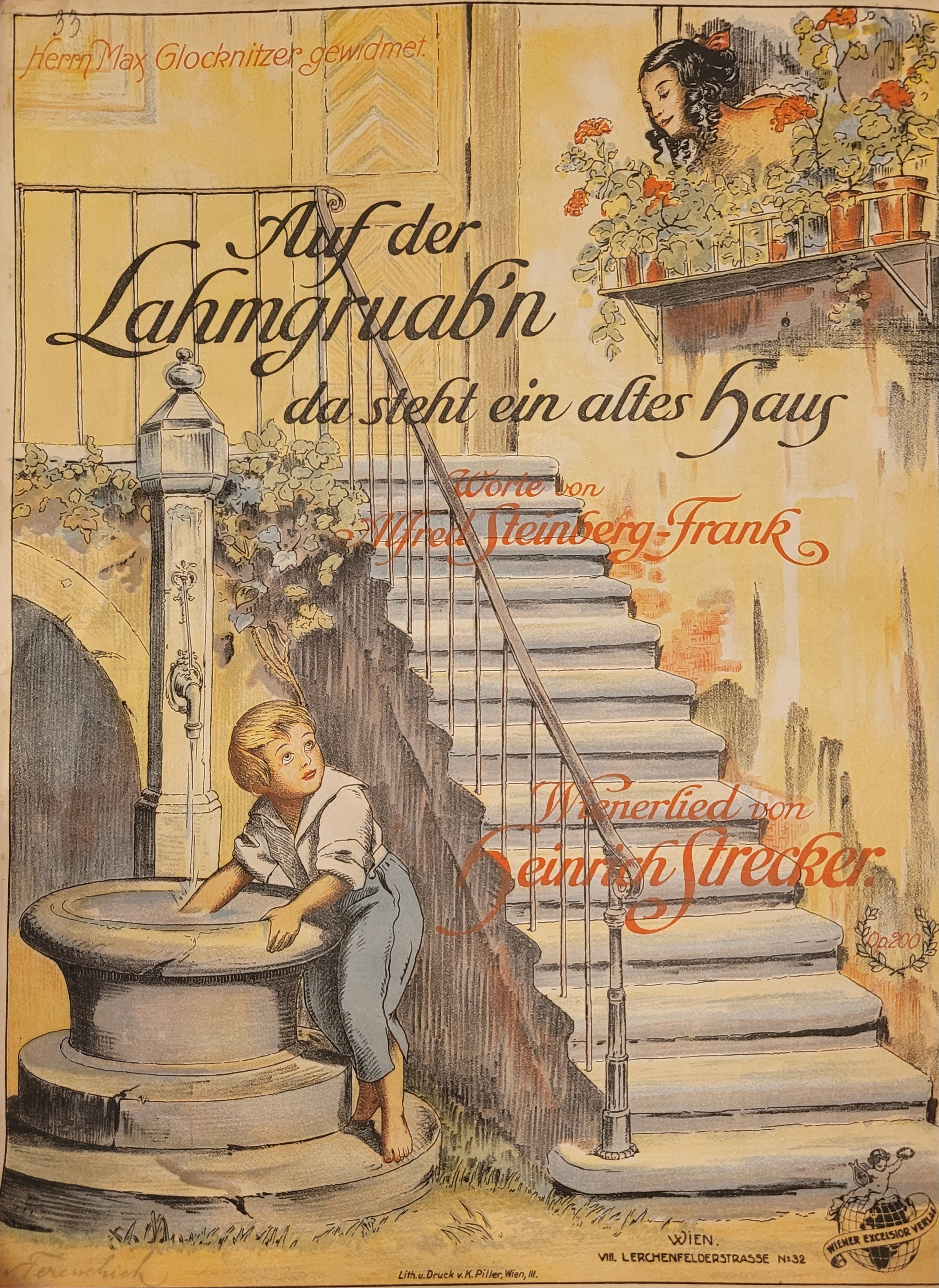
Wienerlied Auf der Lahmgruab’n mit Text von Alfred Steinberg-Frank von 1923

Das gesamte musikalische Werk von Heinrich Strecker umfasst mehr als 350 einzelne Stücke.

### Wienerlieder
- Drunt’ in der Lobau
- Ja, ja der Wein ist gut
- Auf der Lahmgruab’n da steht ein altes Haus
- Grüß mir die Stadt der Lieder
- An der blauen Donau
- Wann a Weana Musi spielt
- Das war in Petersdorf

### Bühnenwerke
- Mädel aus Wien. Operette. 1931, Libretto: Joe Gribitz (1894–1969), Fritz Gerold nach einer Idee von Robert Bodanzky. UA (mit Liane Haid) am 20. Jänner 1932, Wiener Bürgertheater[8]
- Ännchen von Tharau. Singspiel in 3 Akten. UA 21. September 1933, Schauspielhaus Breslau
- Der ewige Walzer. Operette. 1938, Libretto: Bruno Hardt-Warden (1883–1954), Rudolf Köller
- Honeymoon. Operette (Überarbeitung von Küsse im Mai), UA 30. Juni 2002 in Baden bei Wien[9]

### Filmmusik
- Meine Tochter lebt in Wien, 1940

## Preise, Auszeichnungen, Ehrungen (Auswahl)
- 1968: Ehrenmitglied des Volksbildungskreises
- 1971: Ehrenmitglied des Österreichischen Komponistenbundes
- 1972: „Goldener Wiener“ der Wiener Volkskunst
- 1972: Goldenes Ehrenzeichen für Verdienste um das Bundesland Niederösterreich
- 1972: Ehrenplakette in Gold der Marktgemeinde Perchtoldsdorf
- 1975: Goldener Ehrenring der Volkskunst
- 1975: Verleihung der Schubertplakette in Bronze
- 1974: Goldenes Ehrenzeichen der Gesellschaft der Freunde des Wienerliedes
- 1975: Kulturpreis des Landes Niederösterreich für besondere Leistungen auf dem Gebiet der Musik
- 1978: Berufstitel Professor
- 1978: Bronzene Ehrenmedaille in Anerkennung besonderer Verdienste für das Rote Kreuz
- 1978: Ehrenmedaille der Bundeshauptstadt Wien in Gold in Würdigung der bedeutenden künstlerischen Leistungen

## Würdigung
In Perchtoldsdorf, wo er mit Alfred Steinberg-Frank zusammen zahlreiche Wiener Lieder komponiert hatte, wurde 1981 eine Gasse nach ihm benannt.